# Geodia margarita
Espèce
Geodia margarita est une espèce d'éponges de la famille des Geodiidae présente dans l'océan Pacifique sud au large de la Nouvelle-Zélande.

## Taxonomie
L'espèce est décrite en 2015 par les spongiologues Carina Sim-Smith (d) et Michelle Kelly (d),.

### Étymologie
Son épithète spécifique vient du latin margarita qui signifie perle, en référence à sa forme sphérique.

### Publication originale
- (en) Carina Sim-Smith et Michelle Kelly, « The Marine Fauna of New Zealand: Sponges in the family Geodiidae (Demospongiae; Astrophorina) », NIWA Biodiversity Memoir, vol. 128,‎ 2015, p. 1-102 (ISSN 1174-0043, e-ISSN 2463-638X, lire en ligne, consulté le 25 mars 2025).

## Description
Geodia margarita est une espèce de petite dimension, dont l'holotype a un diamètre de 25 mm, de forme sphérique, dure en surface et légèrement compressible à l'intérieur, de couleur crème en surface et beige à l'intérieur.

## Répartition
L'espèce est présente dans la baie de l'Abondance, d'où provient l'holotype, au nord-est de la Nouvelle-Zélande, et sur la dorsale de Norfolk-Ouest, un relief sous-marin situé au nord-ouest de la Nouvelle-Zélande, dans une profondeur allant de 175 à 378 m,.